# Zaqqum

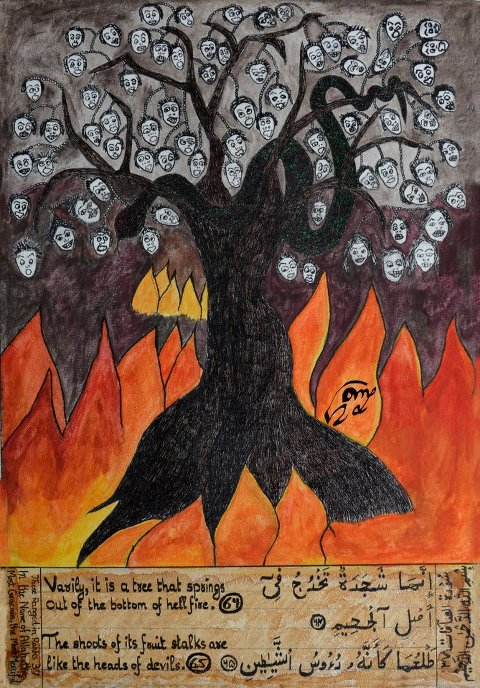
Représentation artistique.

Selon l'Islam, le zaqqoum, ou zacoum (de l'arabe زقوم / zaqqūm,) est un arbre épineux qui pousse en Enfer en donnant des fruits amers  en forme de têtes de diables brûlant l'estomac et que les infidèles sont contraints de manger.
Trois versets du Coran se réfèrent expressément au zaqqūm : 37:62, 44:43 et 56:52 ; un quatrième verset s'y réfèrent implicitement : 17:60.
Le substantif zaqqūm est dérivé de la racine z-q-m, composée des lettres zāy, qāf et mīm.